# Bungar andamanský
Bungar andamanský (Bungarus andamanensis) je špatně známý druh jedovatého hada z čeledi korálovcovití (Elapidae) a rodu bungar (Bungarus). Vědecky byl popsán teprve v roce 1978, a to na základě několika vzorků ze sbírek organizace Zoological Survey of India („Zoologický průzkum Indie“), které byly zpočátku připisovány druhu bungar modravý (Bungarus caeruleus).
Tento tmavě zbarvený had, zdobený několika desítkami světlých prstenců, se endemitně vyskytuje na několika Andamanských ostrovech v Bengálském zálivu. Dorůstá délky až 1 m. Jeho přirozeným stanovištěm jsou primární a druhotné poloopadavé a stálezelené tropické lesy, může pronikat i do obdělávaných oblastí. Loví zřejmě jiné druhy hadů, menší ještěrky, možná i hlodavce. Mezinárodní svaz ochrany přírody (IUCN) mu přisuzuje status téměř ohroženého druhu.
Podobně jako další zástupci rodu bungar je nejspíš i bungar andamanský vybaven silným jedem, ačkoli z vědeckého hlediska nebyly jeho složení a účinky popsány. Neexistují ani žádné oficiální zprávy o smrtelných uštknutích lidí.